# Dương Thu Hương
Dương Thu Hương (sinh năm 1947 tại Thái Bình) là một nữ văn sĩ người Việt Nam, sống ở Paris, Pháp từ năm 2006.

## Tiểu sử
Lúc 8 tuổi trong thời kỳ Cải cách ruộng đất, bà đã đi theo các đoàn học sinh để chứng kiến phong trào chia đất cho nông dân và tố cáo địa chủ. Năm 1967, bà tình nguyện tham gia Thanh niên xung phong, phong trào Tiếng hát át tiếng bom, phục vụ trong một đoàn văn công tại một trong những khu vực chiến tranh ác liệt nhất lúc đó: Bình Trị Thiên.
Sau chiến tranh, trở ra Bắc, bà cầm bút viết văn và công tác trong ngành điện ảnh. Bà tham dự khóa đầu tiên Trường viết văn Nguyễn Du (1980). Các tác phẩm của bà nhanh chóng nổi tiếng và nằm trong số những tác phẩm được nhiều người đọc lúc đó trong phong trào Cởi Mở. Bà từng là đảng viên Đảng Cộng sản Việt Nam nhưng đã bị khai trừ khỏi Đảng vào năm 1989 do không tuân thủ điều lệ Đảng và phê phán thể chế hiện hành. Bà viết nhiều tác phẩm như Bên kia bờ ảo vọng, Những thiên đường mù... có nội dung chỉ trích hệ thống chính trị Việt Nam. Bà bị bắt giam năm 1991 vì kêu gọi cải tổ dân chủ và chỉ được cho sang Pháp nhận Huân chương Văn hóa Nghệ thuật Chevalier des Arts et des Lettres được Bộ trưởng Bộ Văn hóa Pháp, ông Jacques Toubon, trao tặng, sau khi có sự can thiệp của phu nhân tổng thống Pháp hồi đó, bà Danielle Mitterrand năm 1994.,
Các tác phẩm của bà hiện nay không được phép lưu hành tại Việt Nam vì lý do chính trị. Bà đã từng phải vào tù do viết sách và phát biểu phê phán việc áp dụng chủ nghĩa Marx-Lenin, phản đối sự độc quyền của Đảng Cộng sản Việt Nam. Có 6 tác phẩm (truyện) của bà được dịch ra tiếng Anh, tiếng Pháp và tiếng Đức. Với cuốn Chốn vắng, bà được truyền hình Pháp TF1 phỏng vấn. Đây được xem là cuốn tiểu thuyết tốt nhất của bà, nằm trong danh sách đề cử giải Femina và nhận Giải thưởng của tạp chí Elle (Grand prix des lectrices de Elle) 2007.
Trong tháng 4 năm 2006, bà được mời sang Paris (Pháp) và sau đó sang New York (Mỹ) dự một hội nghị Văn bút Quốc tế. Giữa năm 2008, bốn tác phẩm của bà đã được đưa vào bộ sách Bouquins ở Pháp: Bên kia bờ ảo vọng, Những thiên đường mù, Tiểu thuyết vô đề và Chốn vắng. Sau khi kết thúc chuyến đi, bà xin lưu trú tại Pháp.
Năm 2009, Dương Thu Hương được Giáo sư Joseph Pivato, dạy môn văn chương Anh ngữ tại đại học Athabasca ở Alberta, Canada đề cử vào danh sách thẩm xét cho giải Nobel văn chương của năm, tuy nhiên đề cử này không vượt qua được vòng thẩm xét của ủy ban Nobel.
Tháng 4 năm 2023, Ban giám khảo Giải Cino Del Duca quyết định trao giải thưởng này cho nhà văn Dương Thu Hương – tác giả cuốn "Chốn Vắng" (Terre des oublies). Giải thưởng này của Pháp được trao cho các nhà văn có tác phẩm và những thành tựu mang thông điệp của chủ nghĩa nhân văn hiện đại.

## Quan điểm
Khi trả lời phỏng vấn tờ Việt Tide, Dương Thu Hương nói rằng bà đã sớm có tư tưởng chống Đảng Cộng sản Việt Nam. Bà từng được mời vào Đảng hồi thanh niên nhưng từ chối vì "không thể xếp tôi đứng vào hàng ngũ với những người mà tôi khinh bỉ". Vào ngày 30 tháng 4 năm 1975 bà đã "ngồi xuống vỉa hè ôm mặt khóc như cha chết, một cảm giác vô cùng hoang mang và cay đắng", "Tôi tưởng kẻ thù của mình phải mắt xanh mũi lõ và da trắng... Năm 69, tôi thấy họ là người mũi tẹt da vàng tóc đen." Dương Thu Hương cho rằng dân Việt Nam đã bị đẩy vào một cuộc chiến vô nghĩa vì luôn luôn mang tâm thức phải "chiến đấu chống ngoại xâm", một hệ quả từ ngàn năm chống Tàu và trăm năm chống Tây.

## Tác phẩm

### Tiểu thuyết
- Hành trình ngày thơ ấu (bản tiếng Pháp được in với tựa Itinéraire d'enfance), 1985
- Bên kia bờ ảo vọng (bản tiếng Pháp: Au-delà des illusions), 1987
- Những thiên đường mù (bản tiếng Pháp: Paradis aveugles), 1988
- Quãng đời đánh mất, 1989
- Tiểu thuyết vô đề (còn có tên là Khải hoàn môn; bản tiếng Anh: Novel Without a Name)
- Lưu ly (bản tiếng Anh: Memories of a Pure Spring, 1996; bản tiếng Pháp: Myosotis, 1998)
- Chốn vắng (bản tiếng Anh: No Man's Land; bản tiếng Pháp: Terre des oublis), 2002
- Đỉnh cao chói lọi (được dịch sang tiếng Pháp với tựa Au Zénith), 2009[8], được cho biết lý do bà viết cuốn tiểu thuyết này là để tưởng nhớ cái chết của gia đình kịch gia Lưu Quang Vũ.[9]
- Hậu cung của con tim (tên tiếng Pháp Sanctuaire du cœur) (2011)[10]
- Đồi bạch đàn (tên tiếng Pháp Les Collines d'Eucalyptus) (2013)[10]

### Tập truyện
- Những bông bần ly, 1980
- Một bờ cây đỏ thắm, 1980
- Ban mai yên ả, 1985
- Đối thoại sau bức tường, 1985
- Chân dung người hàng xóm, 1985
- Chuyện tình kể trước lúc rạng đông, 1986
- Các vĩ nhân tỉnh lẻ, 1988
- Truyện ngắn Tiếng vỗ cánh của bầy quạ đen
- Truyện dài Hoa tầm xuân của mùa thu
- Truyện ngắn Loài hoa biến sắc
- Truyện ngắn Miền cỏ tơ

### Phim tài liệu
- Đền đài của những niềm thất vọng

### Thơ
- Một tuyên ngôn của người nghệ sĩ
- Có một ngày (Bài thơ được nhạc sĩ Phú Quang phổ nhạc thành bài "Đã có một thời")

### Về Dương Thu Hương
- Dương Thu Hương và con hùm ngủ của Nguyễn Việt Nữ, 1993

## Giải thưởng
- Năm 1994, bà nhận được Huân chương Văn hóa Nghệ thuật Chevalier des Arts et des Lettres do Bộ trưởng Văn hóa Pháp, Jacques Toubon trao tặng.[5]
- Tháng 4 năm 2023, bà được trao Giải Cino Del Duca, trị giá 200.000 €.[5]